# Gorłówko (gromada)
Gorłówko – dawna gromada, czyli najmniejsza jednostka podziału terytorialnego Polskiej Rzeczypospolitej Ludowej w latach 1954–1972.
Gromady, z gromadzkimi radami narodowymi (GRN) jako organami władzy najniższego stopnia na wsi, funkcjonowały od reformy reorganizującej administrację wiejską przeprowadzonej jesienią 1954 do momentu ich zniesienia z dniem 1 stycznia 1973, tym samym wypierając organizację gminną w latach 1954–1972.
Gromadę Gorłówko z siedzibą GRN w Gorłówku utworzono – jako jedną z 8759 gromad – w powiecie ełckim w woj. białostockim, na mocy uchwały nr 13/V WRN w Białymstoku z dnia 4 października 1954. W skład jednostki weszły obszary dotychczasowych gromad Dobra Wola, Gorłówko, Szczecinowo i Zawady Ełckie ze zniesionej gminy Stare Juchy w tymże powiecie obszary dotychczasowych gromad oraz Kije i Połom (z wyłączeniem obszarów lasów państwowych) ze zniesionej gminy Zalesie w powiecie oleckim. Dla gromady ustalono 11 członków gromadzkiej rady narodowej.
1 stycznia 1959 z gromady Gorłówko wyłączono wieś Kije włączając ją do gromady Zalesie w powiecie oleckim oraz wieś Połom i PGR Połom włączając je do gromady Świętajno w powiecie oleckim, po czym gromadę Gorłówko zniesiono, włączając jej obszar do gromady Stare Juchy w powiecie ełckim.